# Jam El Mar
Rolf Ellmer (né le 3 décembre 1960 à Karlsruhe), plus connu sous les noms de scène Jam El Mar et Spacer Trancy, est un musicien et compositeur allemand de formation classique (concert-guitariste) devenu l'un des plus célèbres producteurs de musique électronique. Il est un des pionniers de la musique Trance.
Avec Mark Spoon, c'est un grand nom de la techno allemande. Il a produit de nombreux hits alors qu'il appartenait aux groupes Jam & Spoon, Tokyo Ghetto Pussy et Storm. Il a également été membre des groupes Dance 2 Trance et Peyote, avec Dag Lerner (alias DJ Dag), qui ont connu d'énormes succès partout dans le monde à partir du débuts des années 90.

## Discographie

### Remixes
- 1990: P.M. Sampson: Love Is The Key (Jam E.M.'s Mix; Jam E.M.'s Dub; Hardcore Mix)
- 1992: Deep Forest: Sweet Lullaby (Nature's Dancing Mix; Natural Trance Mix)
- 1992: The Movement: Jump! (Holographic Mix; Second Dimension Mix)
- 1993: Cosmic Baby: Heaven's Tears (Visual Mix; Funny How The Time Flies Mix)
- 2006: Reamonn: Promise
- 2006: Reamonn: Tonight
- 2006: Andru Donalds: Let The Stars Fall Down
- 2006: Jam & Spoon: be.angeled (Loveparade 2006 Remix)